# Mensura Subregion
Mensura Subregion är ett distrikt i Eritrea.   Det ligger i regionen Gash-Barkaregionen, i den centrala delen av landet, 80 km väster om huvudstaden Asmara.